# نادين رينيه
نادين رينيه (بالإنجليزية: Nadine Shamir)‏ هي مغنية أمريكية، ولدت في 9 فبراير 1972 في نيويورك في الولايات المتحدة، وتوفيت في 2 ديسمبر 2004 في ميامي في الولايات المتحدة بسبب اضطراب النفاس.

## وصلات خارجية
- نادين رينيه على موقع ميوزك برينز (الإنجليزية)
- نادين رينيه على موقع ديسكوغز (الإنجليزية)